# St. James’ Park
Der St. James’ Park ist ein Fußballstadion in der englischen Stadt Newcastle upon Tyne, Vereinigtes Königreich. Es ist die Heimspielstätte des Fußballclubs Newcastle United. Es ist das älteste (1892) und größte Fußballstadion in North East England. Die Anlage fasst 52.305 Zuschauer, die auf überdachten Sitzplatzrängen Platz finden.

## Geschichte
Beim St. James’ Park handelt es sich um ein reines Fußballstadion, das heißt die Ränge beginnen ohne eine dazwischenliegende Leichtathletikanlage direkt am Spielfeld. Es gilt als eines der beeindruckendsten britischen Stadien überhaupt, da zwei Tribünen sehr hoch sind und die anderen beiden, relativ niedrigen Tribünen um mehr als das Doppelte überragen. Diese zwei Tribünen bestehen seit 2002. Zuvor waren alle Tribünen gleich hoch. Vor dem Ausbau fasste das Stadion ca. 36.000 Zuschauer.
Der St. James’ Park war eines der acht Stadien der Fußball-Europameisterschaft 1996 in England. Während der Olympischen Sommerspiele 2012 in London fanden hier sieben Vorrunden- und zwei Viertelfinalspiele des olympischen Fußballturniers statt. Ebenfalls war er Austragungsort mehrerer Vorrundenspiele der Rugby-Union-Weltmeisterschaft 2015.
Am 3. April 2017 wurde bekannt, dass der St. James’ Park für das Finale des European Rugby Champions Cup 2018/19 ausgewählt wurde. Am 11. Mai 2019 standen sich im St. James’ Park Leinster Rugby aus Irland und die englische Mannschaft der Saracens gegenüber.
Wie die aus Newcastle stammenden Zeitung Evening Chronicle Mitte April 2019 meldete, arbeitet der Club seit fünf Jahren an Plänen für den Ausbau des St. James’ Park auf 70.000 Plätze. Dazu wäre es u. a. notwendig das Spielfeld um 90° zu drehen. Es müsste aber erst ein Investor für die Erweiterung gefunden werden.
Der St. James’ Park ist als eine von 21 Spielstätten der Rugby-League-Weltmeisterschaft 2021, bei der erstmals die Turniere der Männer, der Frauen und der Rollstuhlfahrer gleichzeitig ausgetragen werden, vorgesehen. In Newcastle findet das Eröffnungsspiel der Männer und die Eröffnungsfeier statt.
2020 wird das Magic Weekend der Super League nach 2015 bis 2018 wieder im Stadion in Newcastle ausgetragen. Die vom englischen Verband Rugby Football League seit 2007 organisierte Veranstaltung sieht einen kompletten Spieltag an einem Wochenende in einem Stadion vor. 2016 wurde mit 68.276 Besuchern am Samstag und Sonntag der bestehende Zuschauerrekord aufgestellt. Im Mai 2019 war das Anfield in Liverpool Schauplatz der Partien.

## Namensgebung
Von 1892 bis 2009 hieß das Stadion ununterbrochen St. James’ Park, ehe der Klubbesitzer von Newcastle United Mike Ashley das Stadion vorübergehend nach seinem Unternehmen Sports Direct in Sportsdirect.com@StJames'Park umbenannte. Ziel dieser Umbenennung, für die es keine gesonderte finanzielle Gegenleistung gab, war, auf das freie Namensrecht aufmerksam zu machen, um dieses gewinnbringend veräußern zu können. Nach einiger Zeit wurde der Namenswechsel jedoch wieder rückgängig gemacht. Ein Namenssponsor konnte jedoch nicht gefunden werden. Im November 2011 wiederholte Ashley diese Aktion. Diesmal wurde das Stadion in Sports Direct Arena umbenannt. Rund elf Monate später erwarb das Kreditunternehmen Wonga die Namensrechte am Stadion. Auf eine Benennung des Stadions nach dem eigenen Unternehmensnamen verzichtete Wonga allerdings und gab dem Stadion stattdessen den alten Namen St. James’ Park zurück.

## Galerie

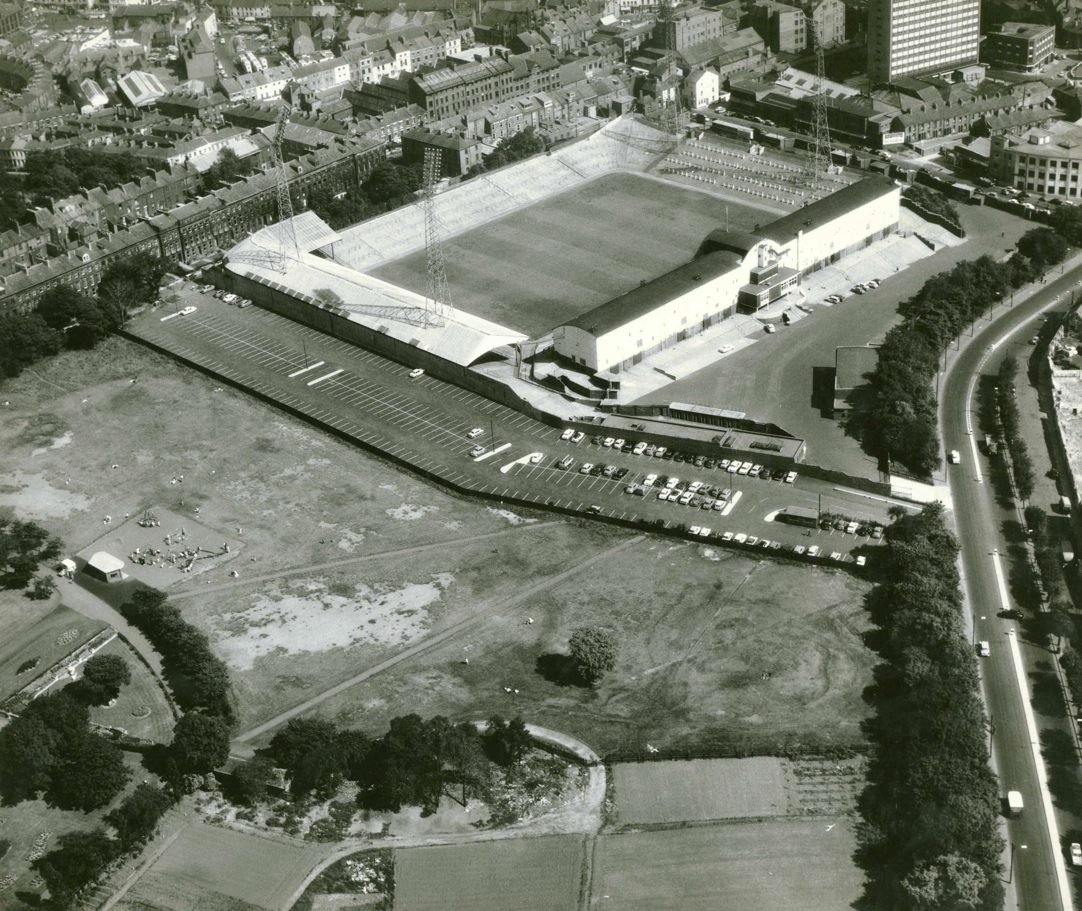
Der St. James’ Park Ende Juli 1963
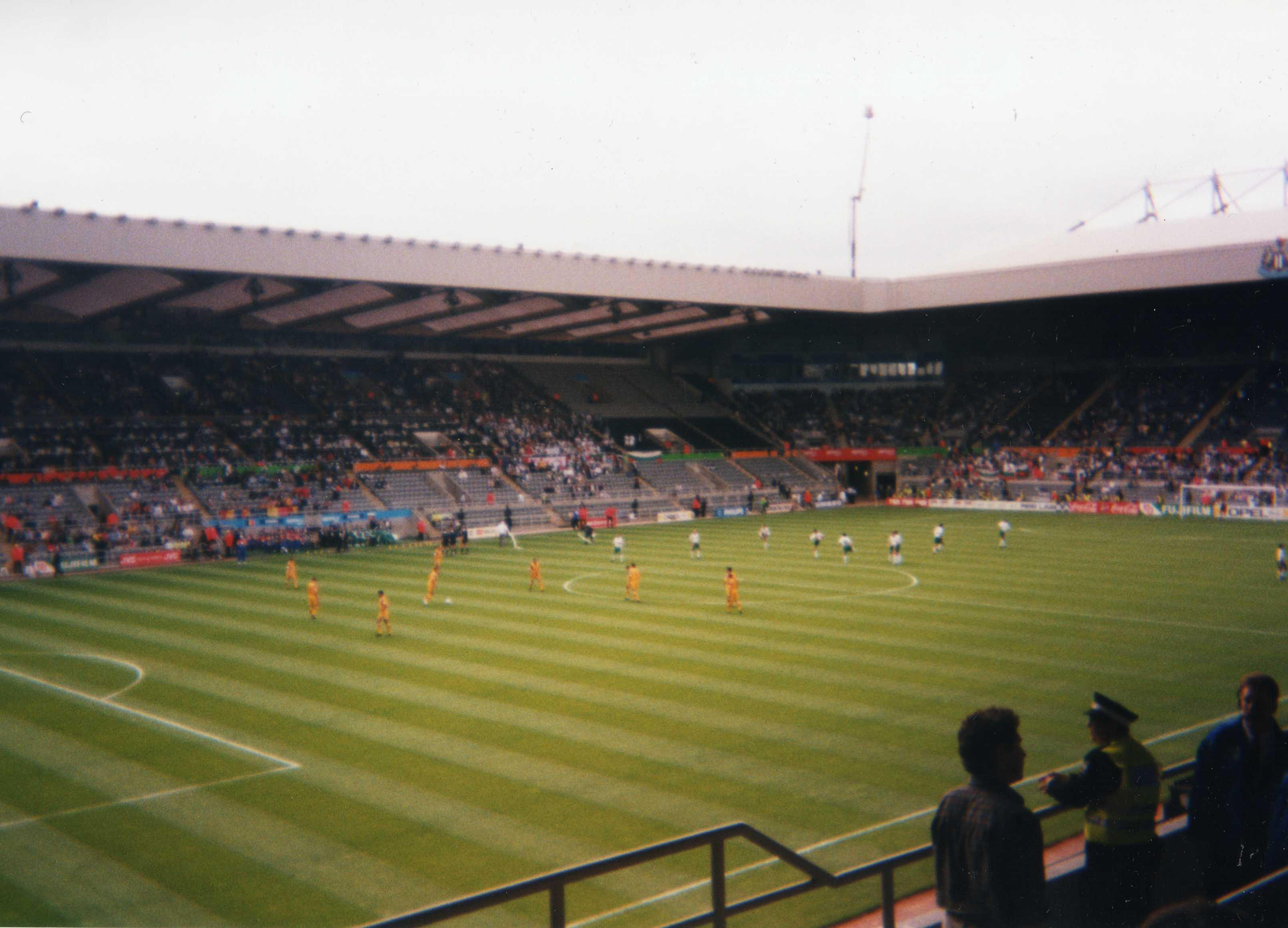
Das Spiel Bulgarien gegen Rumänien (1:0) während der Fußball-Europameisterschaft 1996
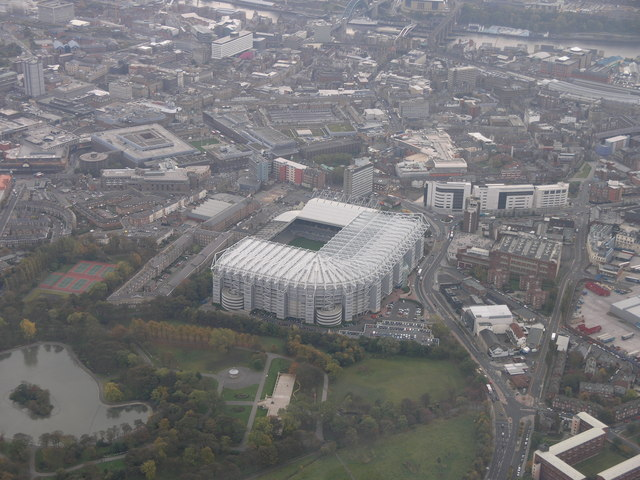
Luftbild von 2004
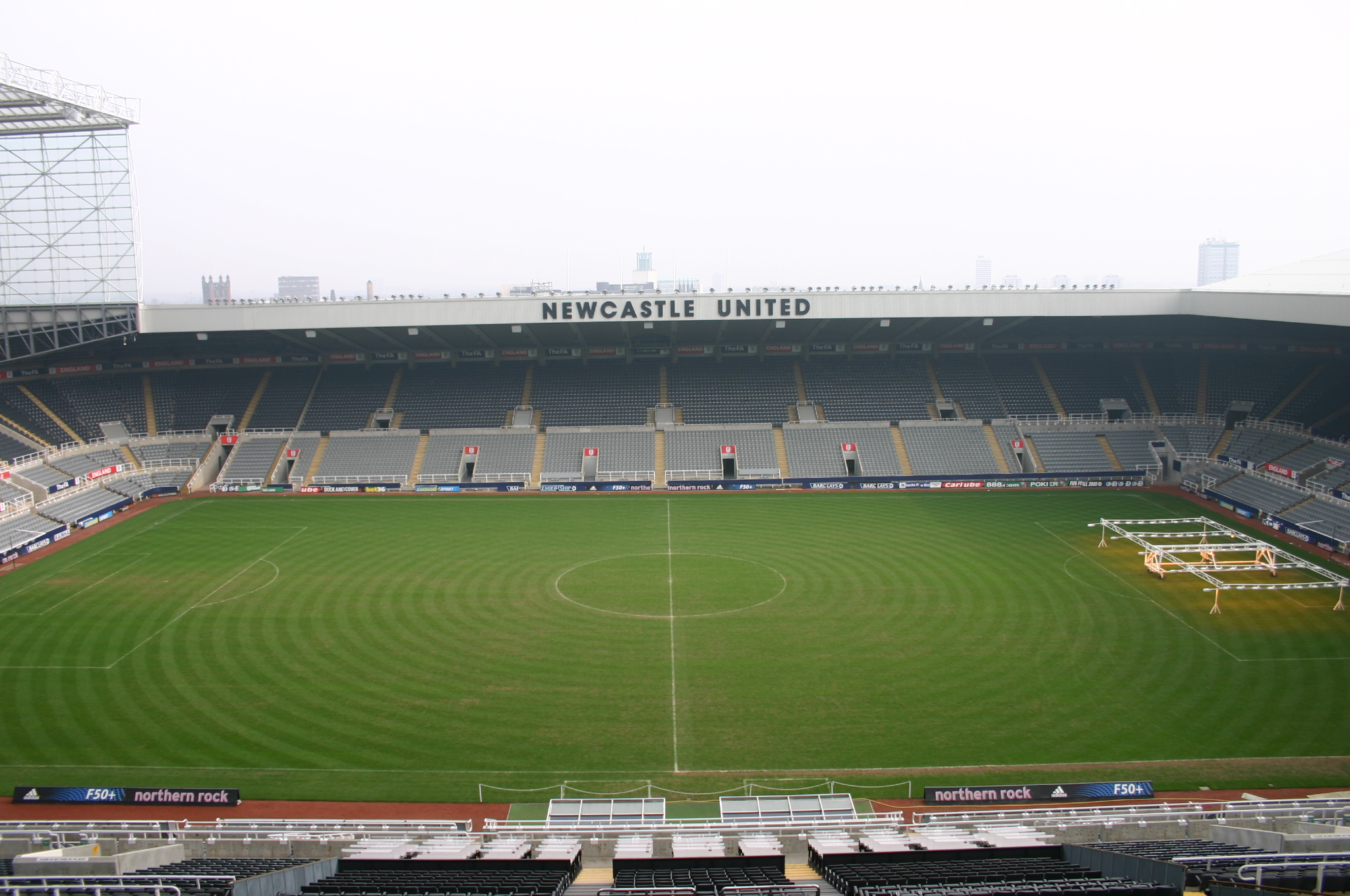
Der St. James’ Park im Jahr 2006 oder 2007